# Gymnocalycium gibbosum
Gymnocalycium gibbosum (Haworth, 1812) es una especie del género Gymnocalycium en la familia cactaceae.

## Distribución
Es originario del Sur de Argentina, en las provincias de Chubut, Río Negro y La Pampa. La especie se encuentra en el parque nacional Lihué Calel, entre otros.

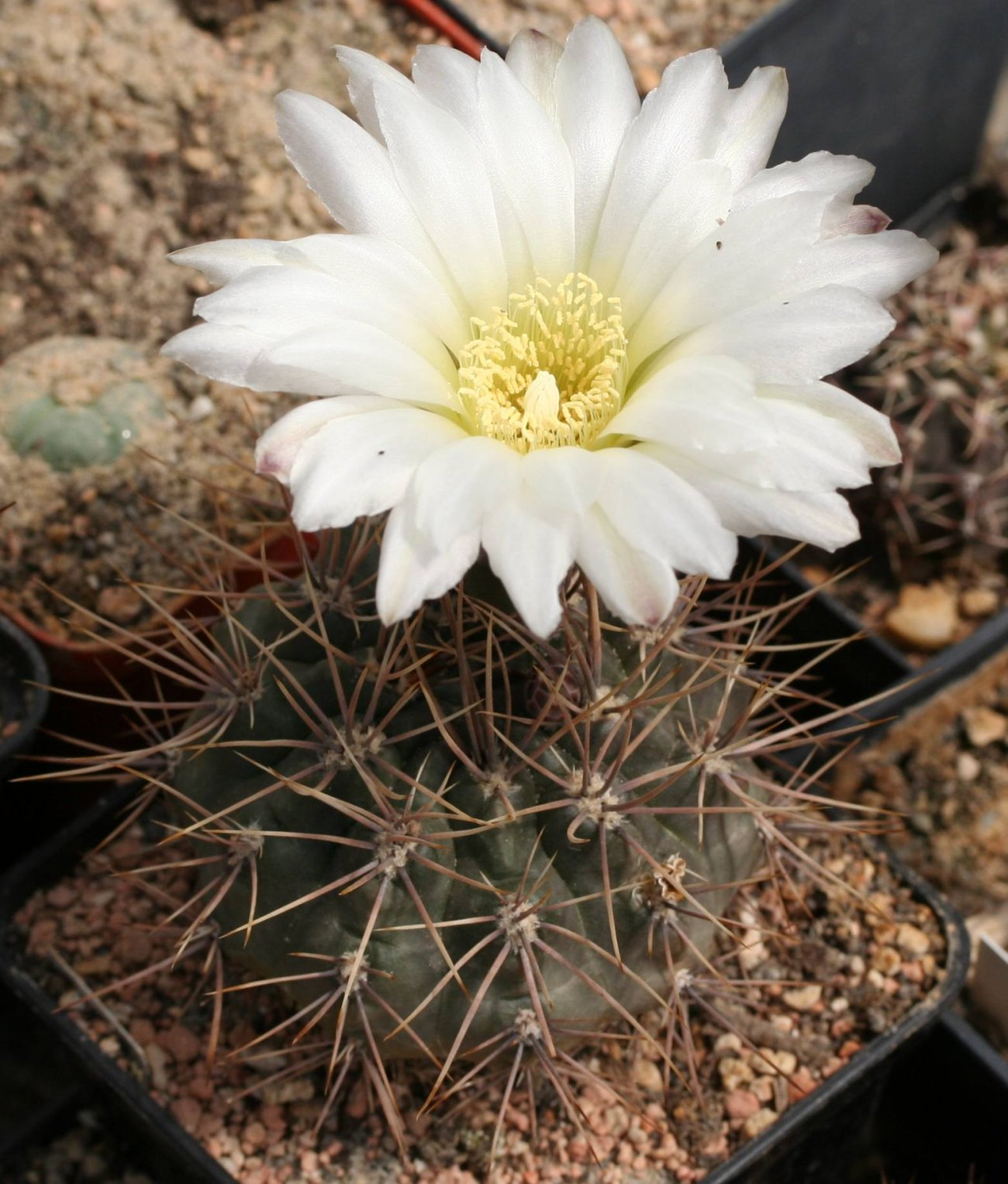
Detalle de la flor

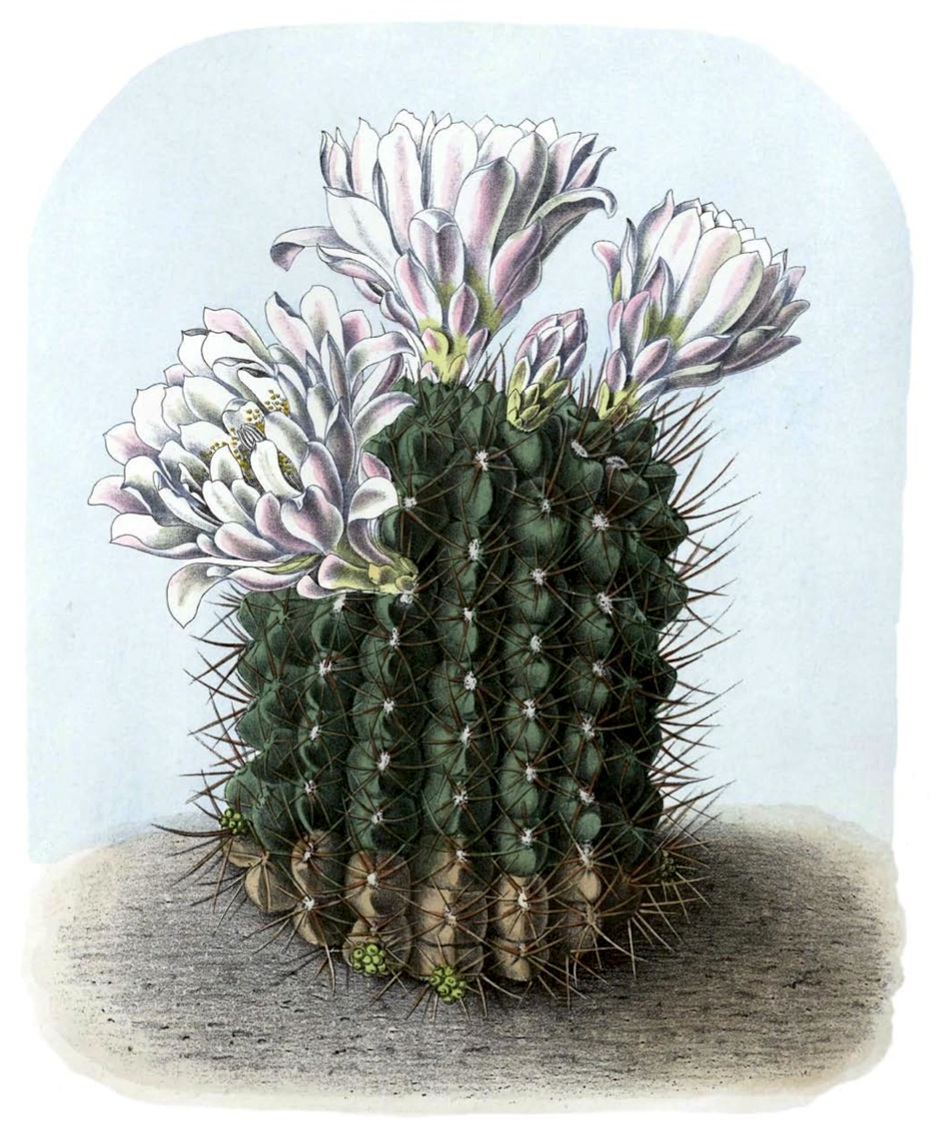
Ilustración

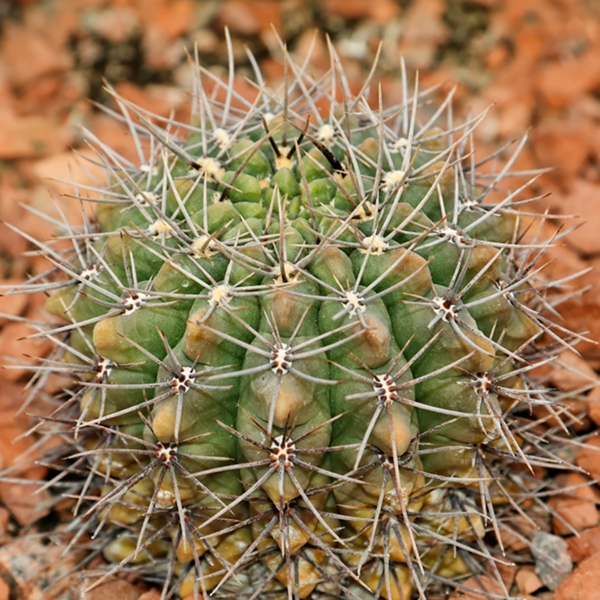
Vista de la planta

## Hábitat
La especie crece en monte de matorral y estepa patagónica. G. gibbosum le gusta el suelo de arena o grava aluvial a lo largo del Río Negro y Río Colorado, donde crece debajo de arbustos y otras plantas 

## Descripción
Presenta un tallo esférico que se alarga hasta alcanzar los 60 cm y 15 cm de diámetro, verdoso apagado o amarronado, ocasionalmente emite vástagos basales. Tiene 12 a 20 costillas con tubérculos muy salientes provistos de un rostro muy pronunciado y profundos canales transversales entre ellos. Las aréolas, algo hundidas, son grises y presentan de 7-10 espinas radiales, dirigidas hacia fuera y algo curvadas, de color pardo pálido y con la base rojiza; las espinas centrales en número de 1-3 , son del mismo color y pueden alcanzar los 3 cm
Las flores son grandes, de 6-7 cm de largo, con los segmentos del perianto entre tonos blancos y rosados.

## Cultivo
La multiplicación puede ser por semilla o vástago. Resiste bastante el frío, y necesita posición soleada.

## Observaciones
Existen diversas variedades como ferox y nigrum en Chubut, gerardii en Río Negro y nobile en el sur de la provincia de La Pampa. Contiene alcaloides como ser la mezcalina.
Temperatura media mínima 10 °C. Sol moderado. Buen riego en verano, seco en invierno.

## Taxonomía
Gymnocalycium gibbosum fue descrita por (Haw.) Pfeiff. ex Mittler y publicado en Abbildungen und Beschreibung bluhender Cacteen 2: sub pl. 1. 1845.
Etimología
Gymnocalycium: nombre genérico que deriva del griego,  γυμνός (gymnos) para "desnudo" y κάλυξ ( kalyx ) para "cáliz" = "cáliz desnudo", donde refiere a que los brotes florales no tienen ni pelos ni espinas.
gibbosum epíteto latino que significa "con joroba".
Sinonimia
- Cactus gibbosus
- Echinocactus gibbosus
- Cereus gibbosus
- Cactus reductus
- Cereus reductus
- Gymnocalycium reductum
- Gymnocaclycium chubutense
- Gymnocalycium brachypetalum
- Gymnocalycium gerardii[4]